# أوسكار بوتجر
كان أوسكار بوتجر (بألماني: Böttger؛ 31 مارس 1844 - 25 سبتمبر 1910) عالم حيواني ألماني من مواليد فرانكفورت. كان عم عالم رخويات المشهور قيصر رودولف بوتجر (1888-1976).
من 1863 إلى 1866 درس في جامعة فرايبيرغ التكنولوجية، ثم عمل لمدة عام في مصنع كيميائي في فرانكفورت أم ماين. في عام 1869 حصل على درجة الدكتوراه من جامعة فورتسبورغ. في العام التالي (1870)، أصبح عالم مستحثات في متحف سنكنبرغ في فرانكفورت، حيث أصبح في عام 1875 أمينًا لقسم علم الزواحف في المتحف. يرجع الفضل إليه في جعل مجموعة سنكنبرغ لعلم الأعشاب من بين الأفضل في أوروبا.
كان بوتجر يعاني من رهاب الخلاء ونادراً ما يغادر المنزل، ولم يضع قدمه أبدًا في المتحف من عام 1876 إلى عام 1894. وبالتالي فقد اعتمد على المساعدين لجلب العينات التي يحتاجها لإجراء بحثه. كان محررًا لـ Katalog der batrachier- Sammlung im Museum der Senckenbergischen naturforschenden Gesellschaft في فرانكفورت أم ماين وكذلك Katalog der Reptilien- Sammlung im Museum der Senckenbergischen naturforschenden Gesellschaft في فرانكفورت، شارك في كلا الدليلان التي يصدرهُما متحف سنكنبرغ. كما شارك في تأليف مجلد علم الزواحف للطبعة الثالثة من كتاب ألفريد بريم تيرلبن. خلال المراحل الأخيرة من حياته المهنية، قام بتدريس صفوف في Wöhler-Realgymnasium في فرانكفورت وأيضًا لهُ سفريات شارك فيها بمحاضرات.
كان بوتجر متزوجًا، وكرّم زوجته هيرمين بوتجر بتسمية نوع من الأفاعي بسمها، Cyclophiops herminae.